# Dokanto!
Dokanto!（ドカント）は競輪の重勝式車券の一種である。

## 概要
特定の競輪場における開催について、1日の複数の競走の1着、または1着と2着の選手をすべて当てる「重勝式」投票である。投票はインターネット限定となり各種の会員登録による手続きを行ったうえで購入することが可能となる。
元々Dokanto!は財団法人JKAにより競輪の重勝式投票全てを指す通称として使用されていたが、当投票が2012年4月4日より発売開始されてからは正式な単独名称として使用されている。なお管理施行者は立川市（立川競輪場）で、立川市が「指定した1つの開催場の競走」を対象とし、指定した開催の本場施行者と共同開催を行う形で場間の相互キャリーオーバーを実現させているのが特徴。なお収益は既存の賭式と切り離し、対象となるレースを開催する競輪場と立川市で収益を分け合っている。

## 賭け式
大きく「Dokanto!7（ドカント・セブン）」と「Dokanto!4two（ドカント・フォー・ツー）」の2つに分けられ、1口200円単位で購入できる。
Dokanto!7（ドカント セブン）
特徴は「高配当が期待できる車券」。原則として、対象となる開催日・開催場の最終競走から逆算して7競走が対象（12レース立てである場合は、6-12レースが対象）。対象競走の1着の選手を全部的中させる「7重勝単勝式」で、的中者がなかった場合は、次回の対象開催日にキャリーオーバーされ、払い戻しの上限は12億円。まで。的中確率の理論値は9車立てで「1/4,782,969」となるが、ガールズケイリンの7車立てなど8車立て以下の競走も対象となった場合は的中確率が上昇する。

Dokanto!4two（ドカント フォートゥー）
特徴は「高確率での的中が期待できる車券」。原則として、対象となる開催日・開催場の最終競走から逆算して4競走が対象（12レース立てである場合は9-12レースが対象）。対象競走の1着と2着の選手（車番連勝複式・着順不問）を全部的中させる「4重勝2連勝複式」で、こちらも的中者がいない場合はキャリーオーバーされ、払い戻しの上限は12億円。的中確率の理論値は9車立てで「1/1,679,616」となるが、こちらもガールズケイリンの7車立てなど8車立て以下の競走も対象となった場合は的中確率が上昇する。
なお、立川競輪場で従来発売されていた同様の賭式にあたるKドリームスの「BIG DREAM」は、2012年3月30日までの開催で立川の発売を終了し、そのキャリーオーバーはDokanto!4twoに引き継がれた。

## 車番号の選択
購入者は、1口200円単位で購入することができるが、車番号の選択は購入者自らではなく、コンピューターがランダムに組番号を決める「クイックピック」という方式を採用している。発行された車番は1口につき10回まで選び直すことができる。

## 発売対象
1日1開催が指定され、特別なFII（全日本プロ選手権自転車競技大会記念競輪など）および通常のFI開催の一部と、全てのグレードレース（GIII以上）が対象となる。かつてはGIII以上を中心に年間では200日程度発売され、週末や祝日の開催は殆どに対応していたが、2017年度より通常のFI開催も指定対象に追加されたことから、ほぼ通年で発売されることになった。

## 購入の仕方
JKAが運営する『keirin.jp』のインターネット投票会員（会費無料）に登録したうえで、指定された銀行に専用口座を開設する必要がある。このうち、楽天銀行とジャパンネット銀行にすでに専用口座がある場合は会員登録し、その日から購入することも可能。専用口座がない人も、専用口座を開設し1-2週間程度で利用できる。また都市銀行・地方銀行・第二地方銀行など、JKAが指定したその他の一般銀行に口座を作る場合は1か月半から最大7か月（銀行による）の期間を要する。
その他チャリロト・Kドリームス・オッズパークなどの各重勝式サイトでもDokanto!を発売しており、それらでの購入方法は各サイトで発売している重勝式の購入方法に準ずる。なお「チャリロトプラザ」または日本トーターの「GambooBETターミナル」（一部の場は非対応）が設置されている場では、利用登録すれば現地での購入が可能。
いずれの投票でも開催日の前夜から最初に発走する対象競走の発走5分前まで発売される。

## 的中実績
発売開始から、2賭式合わせての的中実績は以下の通り。
| 日付           | 競輪場 | 格付け | 日程   | 配当金          | 的中口数 |
| -------------- | ------ | ------ | ------ | --------------- | -------- |
| 2012年10月7日  | 岸和田 | GIII   | 2日目  | 1億9440万3740円 | 1口      |
| 2013年2月11日  | 松山   | GI     | 最終日 | 1億16万540円    | 1口      |
| 2013年5月18日  | 岸和田 | FII    | 初日   | 3778万6040円    | 1口      |
| 2014年1月31日  | 奈良   | GIII   | 初日   | 1億6290万4940円 | 1口      |
| 2014年3月18日  | 名古屋 | GI     | 初日   | 1272万5240円    | 1口      |
| 2014年6月24日  | 久留米 | GIII   | 最終日 | 4111万9200円    | 1口      |
| 2015年1月6日   | 立川   | GIII   | 3日目  | 1億998万6360円  | 2口      |
| 2015年11月29日 | 京王閣 | GIII   | 2日目  | 1億3261万4400円 | 1口      |
| 2016年4月23日  | 西武園 | GIII   | 3日目  | 1億2726万300円  | 1口      |
| 2016年7月10日  | 小松島 | GIII   | 最終日 | 1552万2300円    | 1口      |
| 2016年10月30日 | 京王閣 | GIII   | 2日目  | 3053万2940円    | 1口      |
| 2017年3月12日  | 大垣   | GIII   | 最終日 | 3328万4700円    | 1口      |
| 2017年5月19日  | 函館   | GIII   | 2日目  | 7617万5240円    | 1口      |
| 2017年7月3日   | 千葉   | FI     | 初日   | 4600万8900円    | 1口      |
| 2017年9月24日  | 青森   | GIII   | 2日目  | 1億6555万3040円 | 1口      |
| 2017年9月26日  | 青森   | GIII   | 最終日 | 53万3840円      | 1口      |

| 日付          | 競輪場 | 格付け | 日程   | 配当金          | 的中口数 |
| ------------- | ------ | ------ | ------ | --------------- | -------- |
| 2012年11月2日 | 大垣   | GIII   | 2日目  | 7338万2400円    | 1口      |
| 2014年8月30日 | 富山   | GIII   | 3日目  | 4億8426万6440円 | 1口      |
| 2015年12月8日 | 佐世保 | GIII   | 最終日 | 3億189万5540円  | 1口      |
| 2017年3月19日 | 高松   | GII    | 3日目  | 2億6803万6040円 | 1口      |
| 2017年5月21日 | 函館   | GIII   | 最終日 | 1837万340円     | 1口      |